# Narodowy Pałac Kultury
Narodowy Pałac Kultury (bułg: Национален дворец на културата, skrótowo НДК, NDK) – centrum kongresowo-wystawiennicze w Sofii, w Bułgarii, otwarte w 1981 roku. Największy tego typu budynek w Europie Południowo-Wschodniej. 
W lipcu 2005 Międzynarodowa Organizacja Centrów Kongresu ogłosiła Narodowy Pałac Kultury najlepszym centrum kongresowym roku na świecie.
Centrum kongresowe wyposażone jest w urządzenia techniczne, pozwalające na organizację różnego rodzaju imprez, takich jak koncerty, konferencje, wystawy i pokazy. Ma 8 pięter i 3 poziomy pod ziemią o łącznej powierzchni 123 000 m². W Narodowym Pałacu Kultury znajduje się 13 sal oraz 15 000 m² powierzchni wystawienniczej, centrum handlowe i parking. Odbywa się tu Sofia Film Fest, doroczny festiwal filmowy. Do budowy NPK użyto ponad 10000 ton stali – 3000 więcej niż do budowy Wieży Eiffla.